# Terry Fox (artista)
Terry Alan Fox (10 de mayo de 1943  - 14 de octubre de 2008)  fue un artista conceptual estadounidense, mejor conocido por su trabajo en performance, videoarte y escultura. Formo parte de la primera generación de artistas conceptuales y una figura central en los movimientos de arte conceptual de la Costa Oeste de finales de la década de 1960 y principios de 1970. Fox residió en San Francisco y Europa, viviendo y trabajando en Lieja, Bélgica, en la última parte de su vida.

## Primeros años de vida
Fox nació en 1943 en la ciudad de Seattle, Washington, Estados Unidos. A la edad de diecisiete años, en 1960, fue diagnosticado con la enfermedad de Hodgkin, un tipo de cáncer que afecta al sistema linfático. Parte de su trabajo artístico hizo referencia a los ciclos de enfermedad y bienestar, provocados por esta enfermedad. Estudió arte en el Cornish College of the Arts (1961) por la noche, mientras trabajaba en Boeing Aircraft.  Continuó sus estudios en la Accademia di Belle Arti di Roma (1962).

## Biografía
Fox fue una figura importante de la escultura post-minimalista, el arte conceptual, el performance y el videoarte en la Costa Oeste. Antes de mudarse definitivamente a Europa, vivió en San Francisco a finales de los años 1960 y 1970 y estuvo vinculado a la escena artística underground. Fox se mudó con frecuencia y vivió en las siguientes ciudades: Roma (1962), San Francisco (1963-1966, finales de 1968-1978), París (1967-principios de 1968, 1972), Nápoles (1983-1984), Nueva York (1978-1979). En 1980, se mudo a Europa definitivamente y finalmente se estableció en Lieja, Bélgica.
Fox murió el 14 de octubre de 2008 en la ciudad de Colonia, Alemania.

## Trabajo
En 1963, Fox se trasladó a San Francisco, donde creó pinturas inspiradas en Arthur Rimbaud hasta 1967. En esa época estaba trabajando en la oficina de correos preparándose para viajar al extranjero. En 1966, produjo una serie de "pinturas de espejo negro"; estas se hicieron rociando pintura negra opaca sobre vidrio transparente, produciendo efectivamente una superficie de espejo. La pintura negra fue grabada a mano con palabras tenues y arañazos. Ocasionalmente se aplicaba pintura azul en las áreas rayadas de la parte posterior del vidrio para que los espectadores se vieran reflejados en los espejos negros.
En 1967 Fox se reubico en Ámsterdam donde continuó pintando y después pasó a crear sus primeras "acciones". Estas obras performativas se inspiraron en el movimiento Fluxus. Al año siguiente se trasladó a París donde empezó a producir esculturas orientadas al proceso, "acciones callejeras", así como obras bidimensionales sobre papel como dibujos y frottages de diversas superficies. Fox colaboró con el pintor William T. Wiley en la pieza de proceso, Dust Exchange, que él consideraba su primera obra escultórica.
Luego viajó de nuevo a San Francisco en 1969, donde produjo una serie de eventos de arte público titulados Pubic Theater. Al año siguiente, la Galería Reese Palley presentó la primera exposición individual de su obra, que incluía las primeras obras de arte sonoro de Fox.  También en 1970, Fox colaboró en un performance, titulada Isolation Unit, con el artista alemán Joseph Beuys. Esta pieza se presentó en la Kunstakademie Düsseldorf (donde Beuys enseñaba en ese momento); se produjo una obra sonora en conjunto con la presentación y se publicó en forma de disco EP.
En 1971, Fox recibió la beca de la National Endowment for the Arts, con la cual adquirió equipo de video grabación analógica y de sonido Portapak. Su formación al utilizar video en su obra fue autodidacta.
Realizó varias obras (ambientes, performances, esculturas, dibujos) durante un período de ocho años, de 1971 a 1978, basadas en el tema de la configuración del laberinto de Chartres.
En 1972 estaba en remisión de la enfermedad de Hodgkin  tras haber sido sometido a una cirugía mayor a principios de ese año. Comenzó a realizar obras para la Documenta 5, en Kassel, basadas en el laberinto de la Catedral de Chartres . Para los dibujos, performances y esculturas resultantes, incluyendo Yield, realizó una serie de "acciones continuas de trance que tuvieron lugar durante tres días en un entorno construido de forma elaborada. Mientras los espectadores observaban desde un balcón, Fox realizó ritualísticamente actividades como crear contornos esqueléticos en el suelo con harina, soplando humo y horneando pan".
En 1973, el Museo de Arte de la Universidad de Berkeley exhibió la primera revisión individual del trabajo de Fox. La comisaria de la exposición, Brenda Richardson, escribió: «El impacto de la obra de Fox es total: o no la ves en absoluto, o la ves de principio a fin, hasta su centro, hasta su latido. No tiene ambigüedad; es blanco y negro no solo en color sino también en concepto; las instalaciones de Fox son austeras y puras, y no dejan lugar a dudas». Posteriormente, presentaría otra exposición individual en el mismo museo en 1987.
Al año siguiente, Fox recibió una beca del Fondo Nacional para las Artes para producir Children's Tapes. La serie de vídeos se presentó en el Museo Everson. La documentación de estas obras se exhibió posteriormente en una exposición individual en 2024, titulada All These Different Things are Sculpture, en Artists Space en la ciudad de Nueva York.
En 1985, el Kunstraum de Múnich presentó una muestra individual; y en 1988, creó una instalación permanente al aire libre en Via Toscanella en Florencia, Italia. En 1989, siguió una muestra de obras sonoras en el Het Appollohuis de Eindhoven.
En 1996, Fox recibió una beca de la Fundación Pollock-Krasner. En 1998, le siguió un libro y un CD sobre sus obras sonoras, Terry Fox Works with Sound, publicado en colaboración con la Stadtgalerie Saarbrüken. En 2000 se publicó otro libro sobre su obra, Terry Fox: 30 Years of Speaking and Writing about Art, publicado en colaboración con la Gesellschaft für Aktuelle Kunst, en Bremen.
En 2019, once años después de su muerte, una serie de eventos titulados Resonance, también conocidos como The Terry Fox Extravaganza, se presentaron en ocho lugares diferentes a lo largo de dos meses, comenzando en Grace Cathedral.

## Obras significativas

Fox desarrollando Levitación, 1970

Levitación – En 1970, Fox produjo un performance escultórico de larga duración, Levitation, que abordaba las emociones del artista y los síntomas físicos de su linfoma de Hodgkin, al tiempo que abordaba nociones de bienestar y salud. Para prepararse, Fox ayunó durante días antes de la actuación. Durante el performance, permaneció acostado sobre un montículo de tierra durante seis horas intentando levitar mientras sostenía tubos largos y flexibles de fluidos elementales, como "una metáfora de la transfiguración". Mientras se concentraba en abandonar el contacto con la tierra y "elevarse en el aire", sintió que había "alcanzado un estado de levitación que duró más de dos horas". El artista consideró que esta era su obra escultórica más importante, afirmando que "toda la sala estaba energizada".
Fox realizó la obra solo en una habitación oscura en el Centro de Arte de Richmond. Después de la actuación, los espectadores pudieron ver los cuatro tubos con fluidos, agua, sangre, orina y leche, así como la huella cóncava de su cuerpo dejada en la tierra. El crítico Peter Plagens describió la obra en Artforum como un intento "escéptico, apasionado y honesto" de "cargar el espacio" con energía y posibilidades. Al comparar Levitation con la pieza anterior de Fox, Hospital, describió ambas obras como una narración poética de "la lucha de Fox con su cuerpo imperfecto, que es la lucha del artista con el mundo, que es nuestra lucha con nuestro yo traicionero".

Terry Fox, Instrumentos para ser tocados por el movimiento de la Tierra, 1987, detalle de la instalación

Instrumentos para ser tocados por el movimiento de la Tierra (1987) – Esta instalación sonora y  procesual se presentó en el Capp Street Project en San Francisco. En el artículo " Repensando la ecología acústica: Arte sonoro y entorno", Gascia Ouzounian escribe que la instalación encarna una ecología acústica donde el propio entorno se percibe como poseedor de agencia y voz. Consiste en una dispersión de objetos diseñados para ser activados acústicamente por los sutiles movimientos que surgen de la propia Tierra. En lugar de grabar sonidos ambientales, Fox creó una situación "cambiante" con "instrumentos" que creaban sonido en respuesta a la actividad sísmica y las vibraciones terrestres que son comunes en el área de la Bahía de San Francisco. Fox escribió sobre la instalación:
Estos instrumentos deben ser tocados solo de esta manera. No hay sonido en la ausencia de vibración. Sonido potencial. Los sonidos creados por los instrumentos corresponden a los sonidos escuchados durante un terremoto; objetos cayendo, rodando por el suelo, retumbando, vasos y platos rompiéndose, vidrio aplastándose, una alarma apagándosela, etc. 
De este modo la obra se mantuvo en tensión entre el silencio, la expectativa de un sonido posible y el sonido real.

## Exposiciones
El trabajo de Fox ha sido exhibido en numerosas exposiciones individuales y colectivas internacionales, incluidas la Documenta 5, Kassel, la Bienal del Whitney de 1975 y la Bienal de Venecia de 1984. Realizó dos importantes exposiciones en Berkeley: su primera individual en un museo, curada por Brenda Richardson en 1973, y otra en 1985 organizada en torno al conjunto de obras propiedad del Museo de Arte de Berkeley, organizada por Constance Lewallen. Su exposición individual retrospectiva fue organizada por la Kunsthalle Fridericianum de Kassel en 2003.

## Obras

### Piezas de performance
| Año       | Título                | Tipo                                         | Ubicación                                           | Notas  |
| --------- | --------------------- | -------------------------------------------- | --------------------------------------------------- | ------ |
| 1968–1969 | Teatro público        | Eventos y carteles en espacios al aire libre | Área de la Bahía de San Francisco                   |        |
| 1970      | Unidad de aislamiento | Acción/performance con Joseph Beuys          | Kunstakademie Düsseldorf, Düsseldorf, Alemania      |        |
| 1970      | Empuje de pared       | Acción/actuación                             | Museo de Arte Conceptual, San Francisco, California |        |
| 1970      | Defoliación           | Acción/actuación                             | Museo Universitario de Arte, Berkeley, California   |        |
| 1971      | Levitación            | Acción/performance, instalación              | Centro de Arte de Richmond, Richmond, California    | [ 21 ] |

### Filmografía
| Año  | Título               | Formato                      | Duración         | Notas                       |
| ---- | -------------------- | ---------------------------- | ---------------- | --------------------------- |
| 1970 | Rain                 | Super 8 film, blanco y negro | 3 minutos        |                             |
| 1970 | Sweat                | Super 8 film, blanco y negro | 3 minutos        |                             |
| 1970 | Breath               | Super 8 film, color          | 3 minutos        |                             |
| 1970 | Tonguings            | Video                        | 30 minutos       |                             |
| 1970 | Rakes Progress       | Video                        | 30 minutos Video |                             |
| 1971 | Turgescent Sex       | Video                        | 40 minutos       |                             |
| 1971 | Needles Punctured    | Film                         | 30 minutos       |                             |
| 1971 | Clutch               | Video                        | 50 minutos       |                             |
| 1972 | Washing              | Film                         | 15 minutos       |                             |
| 1972 | Azione per un Bacile | Super 8 film, color          | 30 minutos       |                             |
| 1972 | The fire...          | Video, color                 | 30 minutos       |                             |
| 1973 | Incision             | Video                        | 15 minutos       |                             |
| 1974 | Children's Tapes     | Video, blanco y negro        | 30 minutos       | [ 2 ] [ 4 ]                 |
| 1976 | Timbre               | Video de performance         | 30 minutos       | CaVideomera work by Al Wong |
| 1976 | Lunar Rambles        | Video, color                 | 33 minutos       | [ 23 ]                      |

## Discografía
- Berlín\Rallentando. Disco LP. Eindhoven, Países Bajos: Het Appollohuis, 1989.
- Unidad de Aislamiento (Terry Fox: Pipes; Joseph Beuys: Seeds). (Disco de reproducción extendida, producido por los artistas), 1970. Edición 500.
- Enlace. Disco LP con texto de Martin Kunz. Lucerna, Suiza: Kunstmuseum, 1982.
- Revista Mag #3: Joan La Barbara/Terry Fox. Edición en audiocassette. Viena, Austria: Galerie Grita Insam, 1979.
- Revoluciones por minuto. Un corte en el registro de las obras sonoras de los artistas. Nueva York: Ronald Feldman Fine Arts, 1982.
- El laberinto puntuado por los ronroneos de 11 gatos diferentes. Cinta de audio. Eindhoven, Países Bajos: Het Appollohuis, 1989.